# 丘卡里察
丘卡里察（發音：[t͡ʃukǎrit͡sa]）是塞爾維亞首都贝尔格莱德下轄的十七個自治市之一，位于贝尔格莱德西南部，总面积为156平方千米，总人口为181,231人。

## 友好城市
截至2021年1月，丘卡里察共与九座城市结为友好城市关系：
- 塞爾維亞 巴奇
- 蒙特內哥羅 贝拉内
- 蒙特內哥羅 布德瓦
- 艾尔文尼克（英语：Ervenik）
- 希腊 伊拉克利翁
- 东新萨拉热窝
- 北馬其頓 库马诺沃
- 希腊 西基埃斯（英语：Sykies）
- 希腊 萨索斯